# Epinephelus trophis
Epinephelus trophis es una especie de peces de la familia Serranidae en el orden de los Perciformes.

## Morfología
Los machos pueden llegar alcanzar los 12,5 cm de longitud total.

## Distribución geográfica
Se encuentra al este del Índico.